# Зайцев, Михаил Герасимович (депутат)
Михаил Герасимович Зайцев (1864—1909) — земский врач, депутат Государственной думы II созыва от Вятской губернии.

## Биография

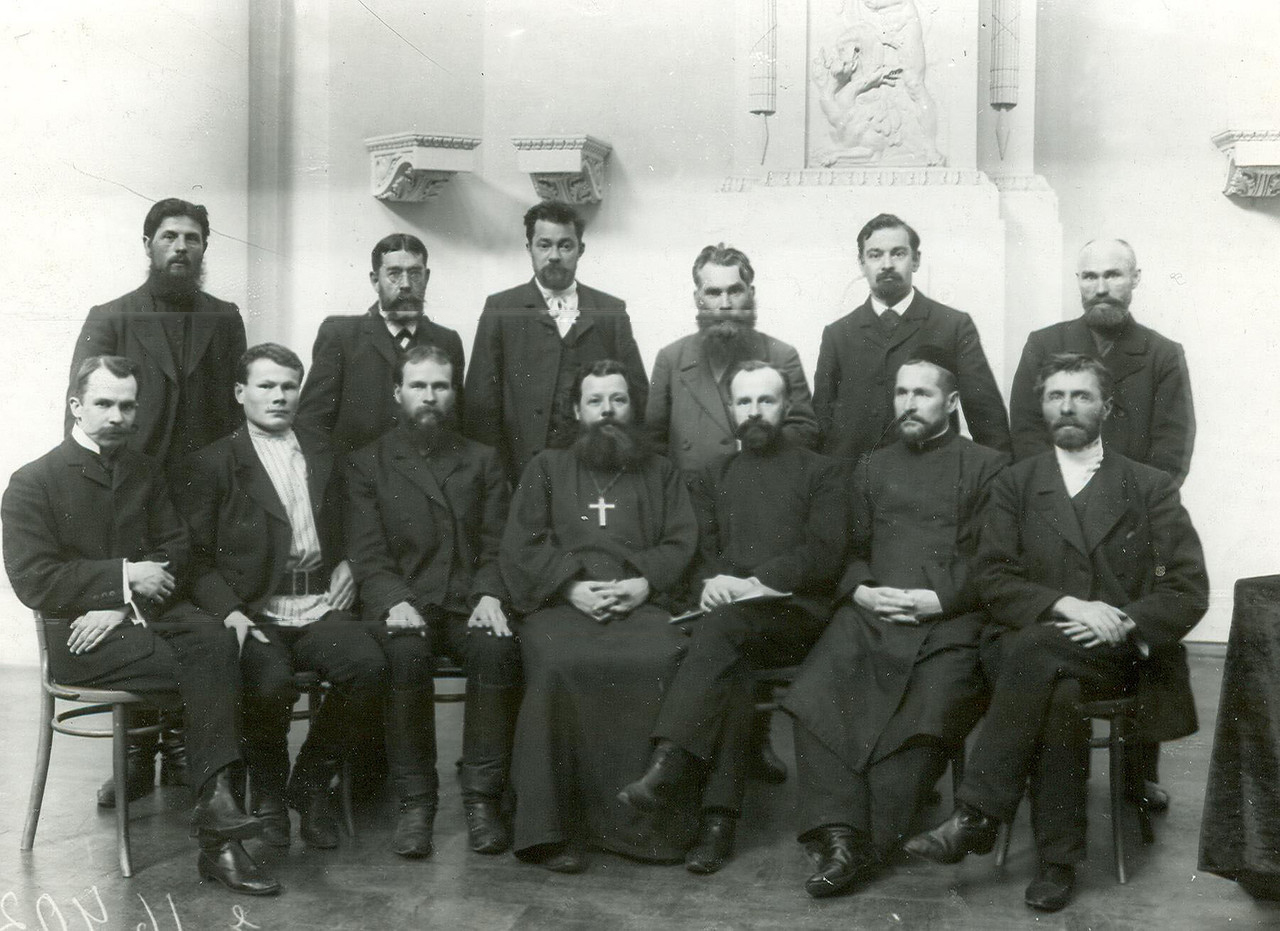
Депутаты II Государственной Думы от Вятской губернии.
Стоят: И. А. Наумов, А. В. Бодров, М. Г. Зайцев, В. А. Вахрушев, Н. В. Алашеев, В. И. Шешин;
Сидят: С. Н. Салтыков, Л. А. Ефремов, Я. С. Шабалин, Ф. В. Тихвинский, Д. И. Деларов, Х. А. Масагутов, И. Л. Финеев

По происхождению из крестьян. Учился в Саратовском реальном училище, но ушёл из 7-го класса по «независящим от него обстоятельствам». Сдал экстерном экзамен при классической гимназии и в том же 1887 году поступил на медицинский факультет Харьковского университета.
В Харькове состоял в народовольческом кружке (Л. Фрейфельд, С. Стояновский и др.), занимался пропагандой среди рабочих. Поддерживал отношения с центральным рабочим харьковским кружком (Веденьев, Соколов, С. Бронштейн, Ю. Мельников). Попал на заметку Харьковскому жандрмскому управлению. 23 апреля 1889 года у Зайцева был произведён обыск по подозрению в распространении им гектографированных листков о беспорядках в Карийской каторжной тюрьме. В 1890 году перешёл на медицинский факультет Московского университета, который окончил в 1893 году. В 1893 поступил на службу земским врачом в Епифанский уезд Тульской губернии. В 1894—1906 — врач Сарапульской земской больницы в Вятской губернии. Примкнул к партии социалистов-революционеров. В конце сентября 1906 года по распоряжению местного губернатора выслан из Вятской губернии. После чего поселился в Уфе.
14 февраля 1907 года был избран в Государственную думу II созыва от общего состава выборщиков Вятского губернского избирательного собрания. Вошёл в состав группы Социалистов-революционеров. Состоял в думских комиссиях о нормальном отдыхе служащих в торговых и ремесленных заведениях и по народному образованию. Участвовал в прениях по вопросу о бюджете.
После разгона Второй Государственной думы вольнопрактикующий врач в Уфе. Специализировался на лечении внутренних и венерических болезней. Активно участвовал в работе уфимской и златоустовской организации эсеров. Умер в 1909.

## Адреса
- 1908 — Уфа, Александровская улица, дом 16[1]

### Рекомендуемые источники
- МЮ 1890, № 10734. Медиц. список.
- Словарь Граната, т. 17, стр. 34—35 (Члены Гос. думы первого, второго и третьего созыва).
- Члены 2-й Гос. думы. Пб., 1907, стр. 15—16.
- В. Перазич, Ю. Д. Мельников (Ук.).
- Л. Фрейфельд, Из жизни народовольческих организаций конца 80-х гг. Сб. «Народовольцы» II, 144.
- В. Невский, Харьковское дело Юв. Мельникова и др. Сб. «От группы Благоева к Союзу борьбы», 100.
- В. Невский, От «Земли и Воли», 267. От народничества к марксизму. Отношение нач-ка харьковск. г. ж. у. в деп. пол. от 11 апр. 1891 г. «Лет. Рев.» 1924, I, 230.

### Архивы
- Российский государственный исторический архив. Фонд 1278. Опись 1 (2-й созыв). Дело 601. Лист 2.